# لونا ۱۸
لونا ۱۸ (به انگلیسی: Luna 18) یا لونیک ۱۸ (به انگلیسی: Lunik 18) یک فضاپیمای بدون سرنشین برنامه لونا ساخت اتحاد جماهیر شوروی سوسیالیستی بود. این فضاپیما از کره زمین به سوی فضا پرتاب شد و به سمت کره ماه فرستاده شد در ۷ سپتامبر ۱۹۷۱ در مدار ماه قرار گرفت.